# Chiliz
A Chiliz egy blokklánc platform, amelyet a máltai székhelyű Mediarex sportvállalat fejlesztett ki. A Chiliz blokklánc irányítja a Socios.com platformot, amely rajongói tokeneket kínál sportrajongóknak, lehetővé téve számukra, hogy részt vegyenek a klubok által rendezett szavazásokon, illetve jutalmakban és promóciókban részesüljenek. A natív Chiliz tokent rajongói tokenek megvásárlására használják. Alexandre Dreyfus a Chiliz vezérigazgatója, Beatrice Collet pedig az ügyvezető igazgató.

## Története
A Chilizt 2018-ban indította útjára a máltai székhelyű Mediarex sportvállalat, Alexandre Dreyfus vezérigazgató vezetésével. A cég tanácsadó testületének tagjai közé tartozik Dr. Christian Mueller, az InFront Sports stratégiai és üzletfejlesztési alelnöke, valamint Sam Li, a Sina Sports stratégiai partnerségekért felelős vezetője. Szintén alapító tag a Perform Group stratégiai igazgatója, John Gleasure, aki egyben Mediarex részvényes. A tanácsadó testület további tagjai Wouter Sleijffers, a Fnatic vezérigazgatója és Nicolas Maurer, a Team Vitality vezérigazgatója.
2018 júniusában a Chiliz a Binance által vezetett befektetői körben 65 millió dollárt gyűjtött össze olyan neves márkáktól az iparágban, mint az OK Blockchain Capital, az FBG Capital, a Ceyuan Ventures és a Bancor. 2021 márciusában a vállalat bejelentette, hogy 50 millió dollárt fektet egyesült államoki expanzióra. 2021 májusában a Formula 1-es Aston Martin F1 is saját szurkolói tokent bocsátott ki a Socios.com-mal együttműködésben, amit CHZ tokenért lehet megvásárolni.

## Rajongói tokenek
A rajongói tokenek (angolul fan token) a Chiliz blokkláncán létrehozott digitális érmék, amelyeket a sportegyesületedk a Socios.com alkalmazáson és más kriptotőzsdéken keresztül tesznek elérhetővé rajongóik számára. Lehetővé teszik a rajongók számára, hogy számos kisebb, a sportklub életét befolyásoló döntésről szavazzanak, például új létesítményekről, felszereléstervekről, új igazolások pólószámáról, ünnepi dalokról stb. A rajongói tokeneket először 2019-ben adtak ki, a Juventus és a Paris Saint-Germain futballklubok voltak az elsők, amelyek elsőként piacra dobták hivatalos tokeneiket. Sportklubok, köztük a Barcelona, az Atletico Madrid, a Manchester City, az Inter, az Arsenal, az AS Roma, a Galatasaray, a Flamengo, a Corinthians és 82 másik csapat indítottak rajongói tokeneket a Socios.com-on keresztül.

## Fordítás
Ez a szócikk részben vagy egészben  a   Chiliz című angol Wikipédia-szócikk ezen változatának fordításán alapul.  Az eredeti cikk szerkesztőit annak laptörténete sorolja fel. Ez a jelzés csupán a megfogalmazás eredetét és a szerzői jogokat jelzi, nem szolgál a cikkben szereplő információk forrásmegjelöléseként.